# Караев, Джахангир Мурсал оглы
Джахангир Мурсал оглы Караев (азерб. Cahangir Mürsal oğlu Qarayev; 11 февраля 1950; Баку — 15 января 2013; Баку) — советский азербайджанский джазовый композитор, пианист и педагог.

## Биография
Джахангир Мурсал оглы Караев родился 11 февраля 1950 года в Баку, в семье медиков Мурсала Караева и Беюкханым Назировой. Свое начальное образование Джахангир в 1957—1968 годах получил в средней специализированной музыкальной школе имени Бюльбюля. Затем, он в 1968—1973 годах обучался на кафедре специального фортепиано Бакинской музыкальной академия имени Узеира Гаджибекова, где получил музыкальное образование в классе одного из основателей азербайджанской фортепианной школы народного артиста, профессора Майора Бреннера. В творческой биографии музыканта время обучения у профессора стало наиболее творчески продуктивным.
В 1973—1975 годах учился в аспирантуре Азербайджанской государственной консерватории, в классе Рауфа Атакишиева, а также начал педагогическую деятельность на кафедре фортепианной специальности.

## Творчество
Во время учебы в консерватории Джахангир Гараев начал свою композиторскую деятельность. Он является автором серии пьес для фортепиано под названием «Соната для фортепиано», 12 прелюдий «Моменты и импульсы», «Негативы», прелюдии, джазовые композиции и ряда народных песен. Он является первым интерпретатором ряда новых современных фортепианных произведений того времени как зарубежных, так и азербайджанских композиторов. В особенности, он активно пропагандировал сочинения своего двоюродного брата Фараджа Караева.
В 1970-х годах он сформировал джаз-рок группу под названием «Джурбеджур»(азерб. Cürbəcür).
В этот период Джахангир Гараев занялся активной концертной деятельностью, включив в свои программы произведения широкого диапазона. В 1973 году он участвовал в фестивале, проходившем в Алматы, «Музыкальная трибуна стран Азии и Африки». В 1975 году в Закавказском весеннем фестивале в Тбилиси. В 1981 году он дал концерт в зале Союза композиторов Азербайджана, состоящий из современной экспериментальной электронной музыки.

## Педагогическая деятельность
Наряду с исполнением Джахангир Караев также занимался педагогической деятельностью на кафедре фортепианной специальности в Азербайджанской государственной консерватории. В 1981—1984 годах музыкант, по договору Министерства культуры СССР, был направлен в командировку в столицу Сенегала город Дакар, где вел педагогическую и исполнительскую деятельность.
Джахангир Гараев скончался 15 января 2013 года в городе Баку.